# Stochastische matrix
In de wiskunde is een stochastische matrix, kansmatrix of overgangsmatrix een matrix die de overgangen van een markovketen beschrijft. Dit soort matrices wordt gebruikt in de kansrekening, statistiek en lineaire algebra en ook in de informatica. Een stochastische matrix is altijd een vierkante matrix, maar kan op verschillende manieren worden gedefinieerd, waarbij
- iedere rij uit reële getallen bestaat, die niet negatief zijn en waarvan de som 1 is,
- iedere kolom uit reële getallen bestaat, die niet negatief zijn en waarvan de som 1 is,
- iedere rij en iedere kolom uit reële getallen bestaat, die niet negatief zijn en waarvan de som 1 is.

In de wiskundige literatuur wordt met een stochastische matrix doorgaans de eerste variant bedoeld.
Op dezelfde wijze kan men een stochastische vector definiëren als een vector waarvan de elementen reële getallen, die niet negatief zijn en waarvan de som 1 is. De rijen en de kolommen van een stochastische matrix kunnen dus als een stochastische vector worden beschouwd. Stochastische vectoren worden soms ook kansvectoren genoemd.
Een voorbeeld van een stochastische matrix volgens de eerste definitie is
{\displaystyle P={\begin{bmatrix}0&0&1/2&0&1/2\\0&0&1&0&0\\1/4&1/4&0&1/4&1/4\\0&0&1/2&0&1/2\\0&0&0&0&1\end{bmatrix}}}